# 梅讷瓦勒
梅讷瓦勒（法語：Menneval，法語發音：[mɛnval]）是法国厄尔省的一个市镇，位于该省西部，属于贝尔奈区和贝尔奈诺曼底土地市镇公共社区，其市镇面积为6.63平方公里，2022年1月1日时人口数量为1,532人。
梅讷瓦勒是贝尔奈诺曼底土地市镇公共社区的组成部分，距离贝尔奈市中心大约3公里。

## 行政
梅讷瓦勒的邮政编码为27300，INSEE市镇编码为27398。

## 地理

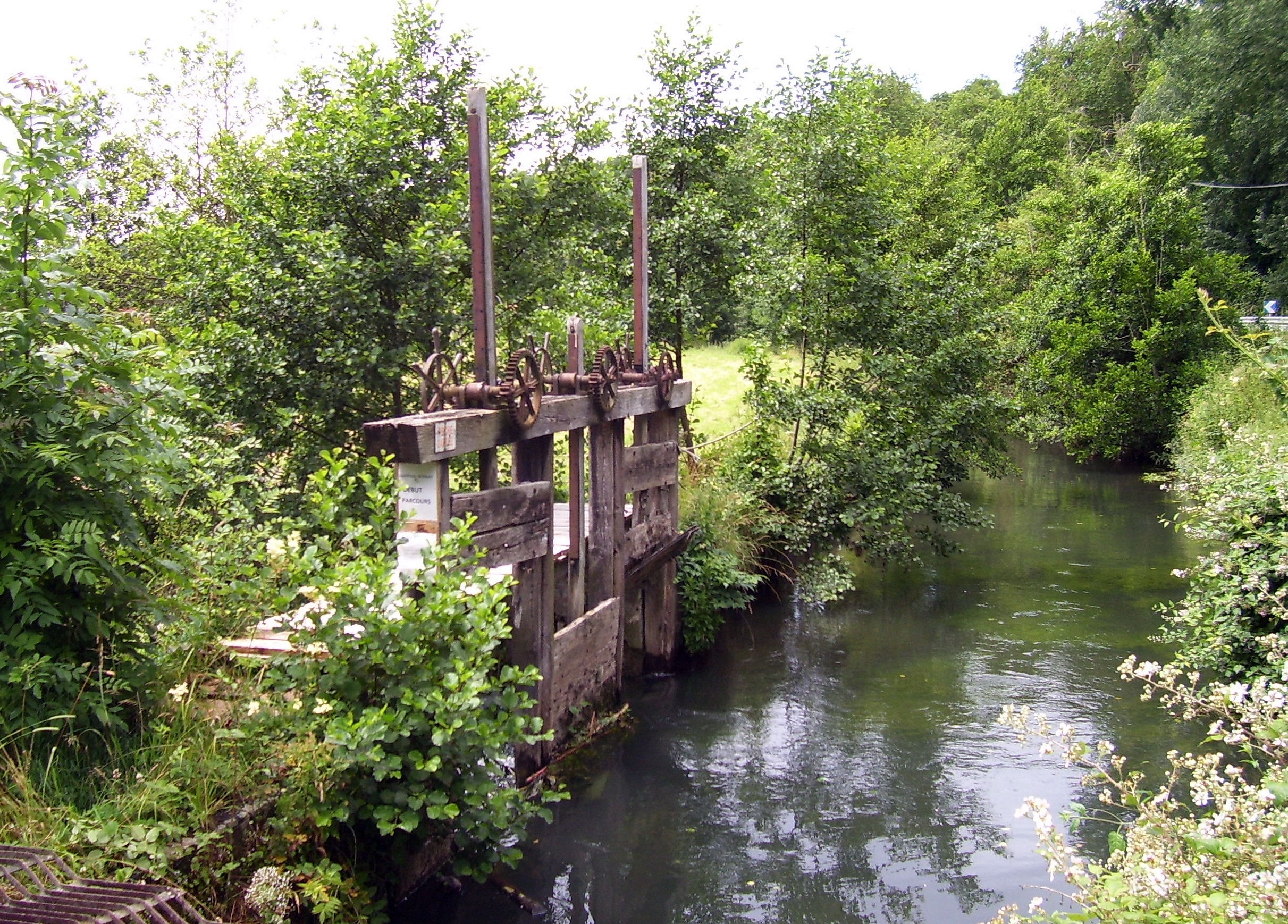
流经梅讷瓦勒镇中心的沙朗托讷河

梅讷瓦勒（49°5'50"N, 0°37'26"E）位于法国西北部，诺曼底大区中部和厄尔省西部。
与梅讷瓦勒接壤的市镇包括：貝爾奈、库尔贝皮讷、方丹拉贝。
梅讷瓦勒位于沙朗托訥河两岸，属于塞纳河流域。境内以浅丘为主，镇中心位于一处河谷之中。
按照柯本气候分类法，梅讷瓦勒属于温带海洋性气候，全年温差较小，降水分布均匀。

## 历史
梅讷瓦勒历史上长期为一普通村落，中世纪出现教堂，法国大革命后成为一个市镇。

## 交通
厄尔省省道D42线、D133线、D438线和D6138线经过梅讷瓦勒境内。有摆渡巴士可前往贝尔奈市中心。

## 政治
现任梅讷瓦勒市长为弗朗索瓦丝·卡尼女士（Françoise Canu），她是一名左翼无党派人士。

## 人口
| 年份   | 1936 | 1946 | 1954 | 1962 | 1968  | 1975  | 1982  | 1990  | 1999  | 2006  | 2007  | 2008  | 2013  | 2018  |
| ------ | ---- | ---- | ---- | ---- | ----- | ----- | ----- | ----- | ----- | ----- | ----- | ----- | ----- | ----- |
| 人口數 | 724  | 796  | 864  | 963  | 1,073 | 1,135 | 1,325 | 1,338 | 1,322 | 1,413 | 1,423 | 1,433 | 1,394 | 1,460 |

## 社会
梅讷瓦勒市区西北部建有商业街区，勒克莱尔超市在此建有分店。

## 景观

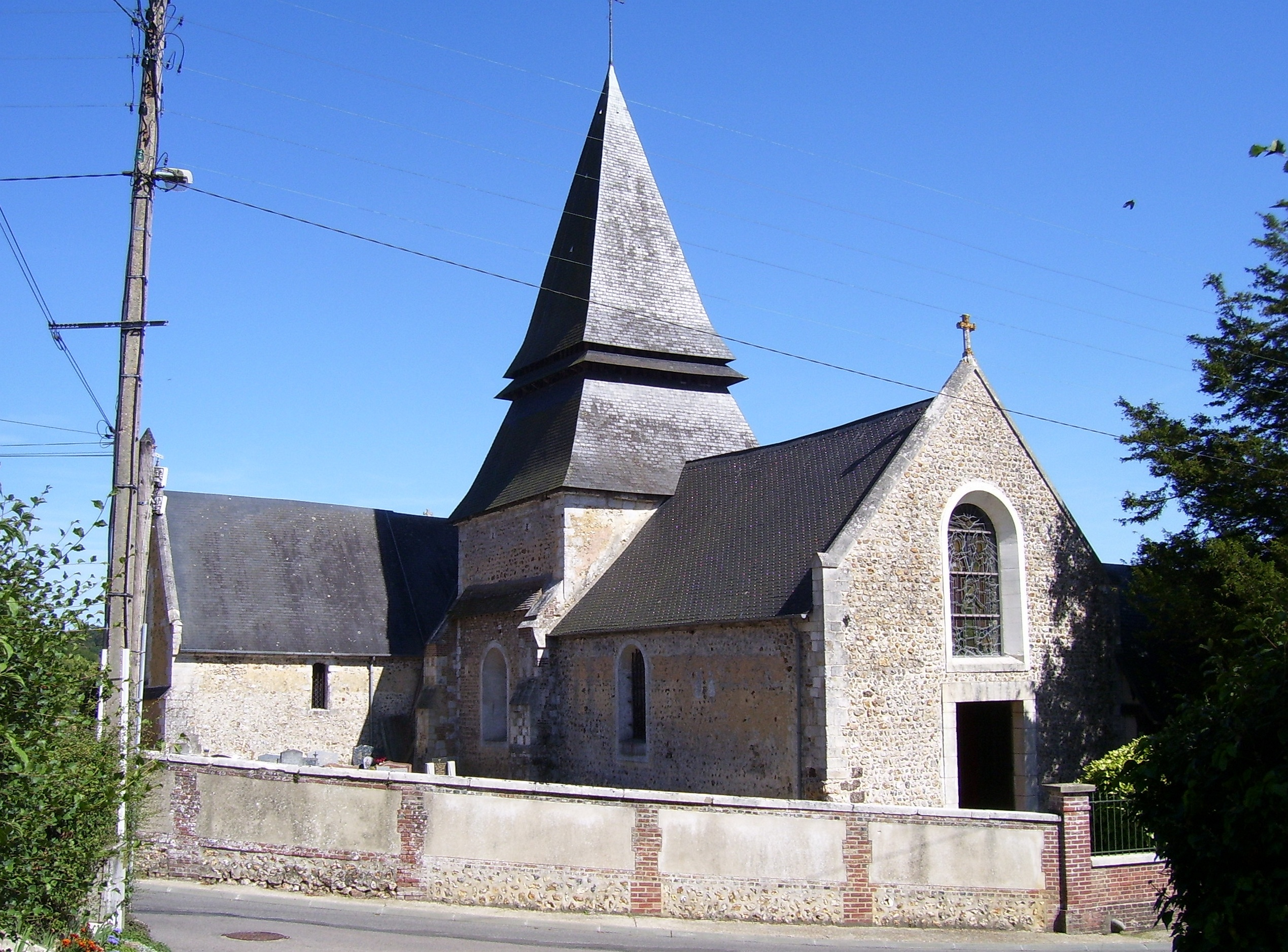
圣伯多禄教堂

梅讷瓦勒圣伯多禄教堂是法国国家文物保护单位，也是当地老城的标志性建筑。